# Reserva de Caça del Kalahari Central
La Reserva de Caça del Kalahari Central és un extens parc nacional que es troba al desert del Kalahari de Botswana. Establert el 1961, té una superfície de 52.800 quilòmetres quadrats, més que tot els Països Baixos i representa gairebé el 10% de la superfície total de Botswana, cosa que la converteix en la segona reserva de caça més gran del món.

## Història
Els boiximans o san, han habitat les terres des de fa milers d’anys des que van recórrer la zona com a caçadors nòmades.  No obstant, des de mitjans de la dècada de 1990 el govern de Botswana ha intentat traslladar els boiximans de la reserva, afirmant que eren una fuga de recursos financers malgrat els ingressos del turisme. El 1997, tres quartes parts de tota la població de boiximans van ser traslladades de la reserva i, a l'octubre de 2005, el govern va reprendre la reubicació forçada als camps fora del parc, deixant només uns 250 ocupants permanents. El 2006 un tribunal de Botswana va proclamar il·legal el desallotjament i va afirmar el dret dels boiximans a tornar a viure a la reserva. Tanmateix, a partir del 2015 la majoria dels boiximans tenen l'accés bloquejat a les seves terres tradicionals a la reserva. La prohibició nacional de caça va fer il·legal que els boiximans practiquessin el seu estil de vida tradicional de caçadors-recol·lectors, tot i permetre que els ranxos de caça privats proporcionessin oportunitats de caça als turistes.
El 2014 es va obrir una mina de diamants explotada per Gem Diamonds a la part sud-est de la reserva. La companyia va estimar que la mina podria produir diamants per valor de 4.900 milions de dòlars. El Rapaport Diamond Report, una guia de preus de la indústria del diamant, afirmava que "el llançament de Ghaghoo no va estar exempt de controvèrsia […] donada la seva ubicació a la terra ancestral dels boiximans".
A mitjans de setembre de 2008 un enorme foc de matolls va cremar al voltant del 80 per cent de la reserva. Es desconeix l’origen del foc.

## Fauna salvatge
Aquest parc conté animals salvatges com la girafa, l'elefant, el rinoceront blanc, el búfal, la hiena tacada, la hiena bruna, ratel, suricata, mangosta groga, facoquer, guepard, caracal, gos salvatge del Cap, otoció, xacal de llom negre, guineu del Cap, lleopard, lleó, nyus, zebra, eland, antílops sabre, òrix del Cap, gaseles, raficer comú, impala, cudú gros, porc formiguer, esquirol terrestre del Cap, llebre del Cap, porc espí del Cap, papió negre, búbal vermell i estruços. El terreny és majoritàriament pla i ondulat, cobert de matolls i herbes que cobreixen les dunes de sorra i zones d’arbres més grans. Moltes de les valls dels rius estan fossilitzades amb salines. Quatre rius fossilitzats serpentegen a través de la reserva incloent Deception Valley, que va començar a formar-se fa uns 16.000 anys.
L'avifauna del Kalahari Central és variada. Els més grans, l'estruç i el Pioc salvatge kori, tenen una salut excel·lent i vénen amb freqüència. Les tórtoress estan ben representades: tórtores del Cap, Spilopelia senegalensis i Oena capensis vénen en gran nombre.
També podeu trobar totes les espècies subsaharianes de ganga a la reserva. Durant el dia pot ser difícil de detectar pel seu excel·lent camuflaje, però pels matins es poden veure grans quantitats volant amb l'abeuradors. També son comunes las grans bandades de Quelea quelea, sovint vistes quan baixen dels arbres per a nadons o a la recerca dels aliments.
La rapinyaire més comuna del Kalahari Central és el Melierax canorus; també hi ha un bon nombre de elanus caeruleus, Falco rupicolus, Terathopius ecaudatus, Circaetus pectoralis i àguila bruna, Polemaetus bellicosus i àguila lleonada i falcons biarmicus.

## Galeria

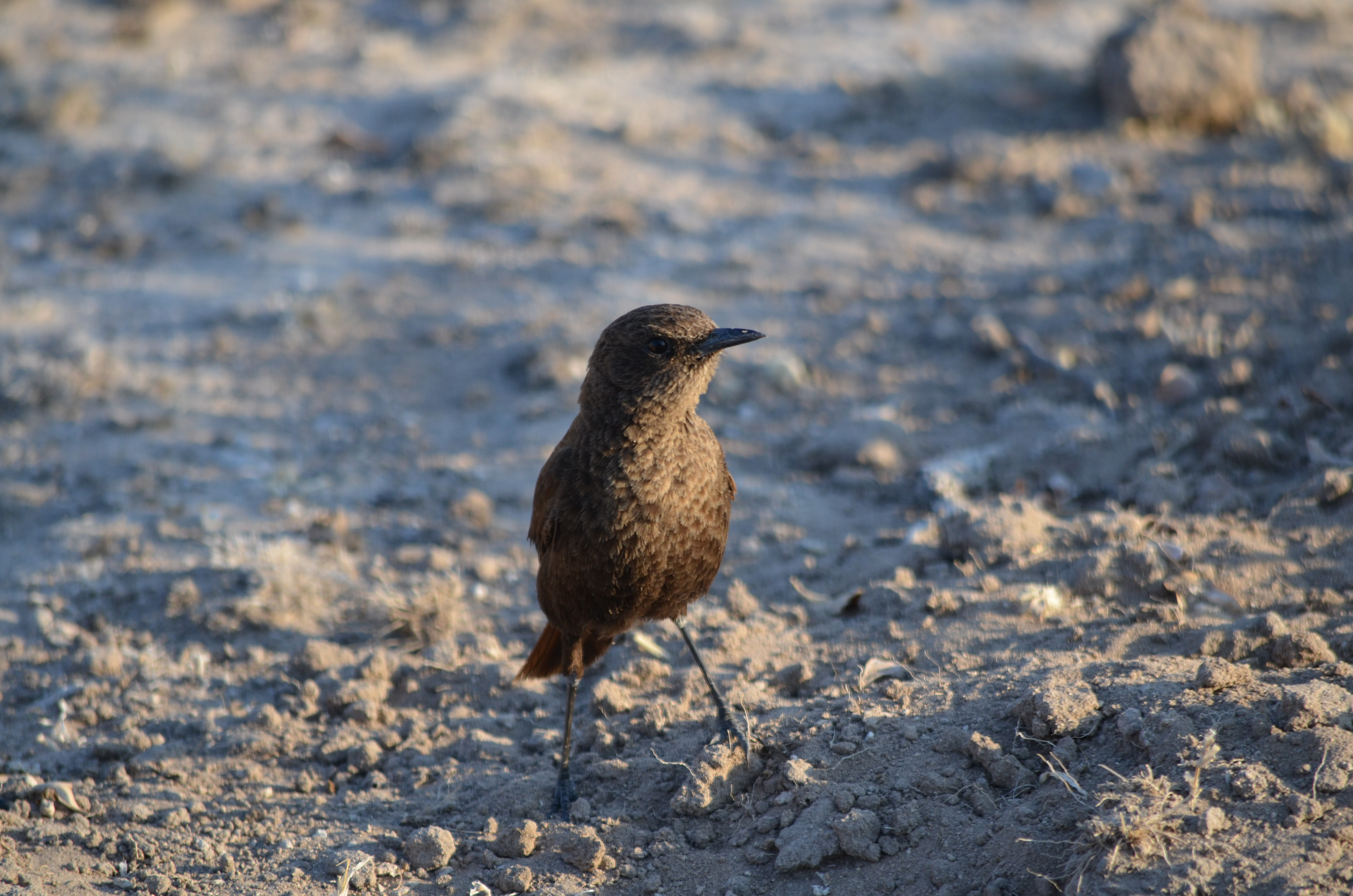
Un còlit formiguer meridional ('Myrmecocichla formicivora)
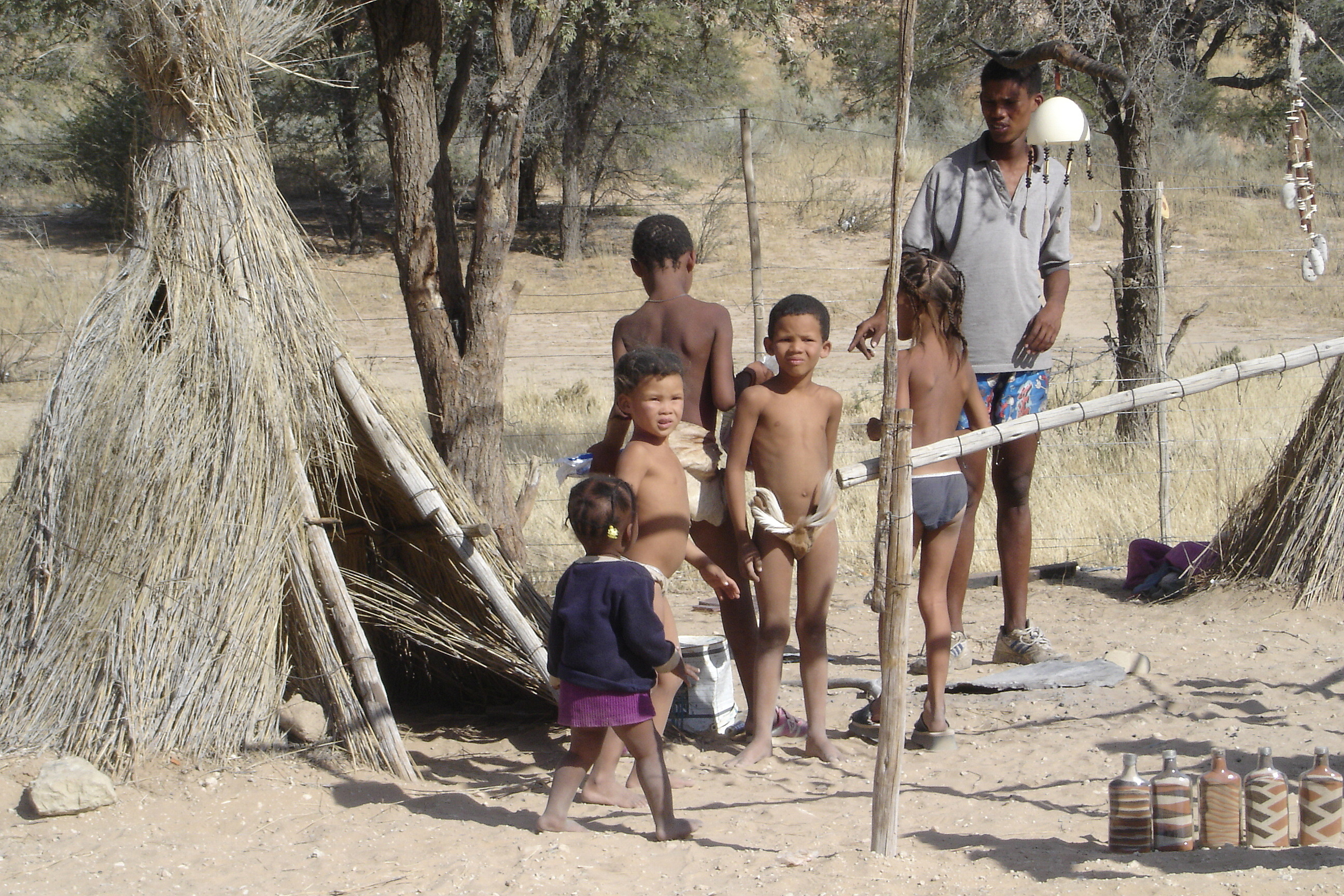
Nens al Kalahari
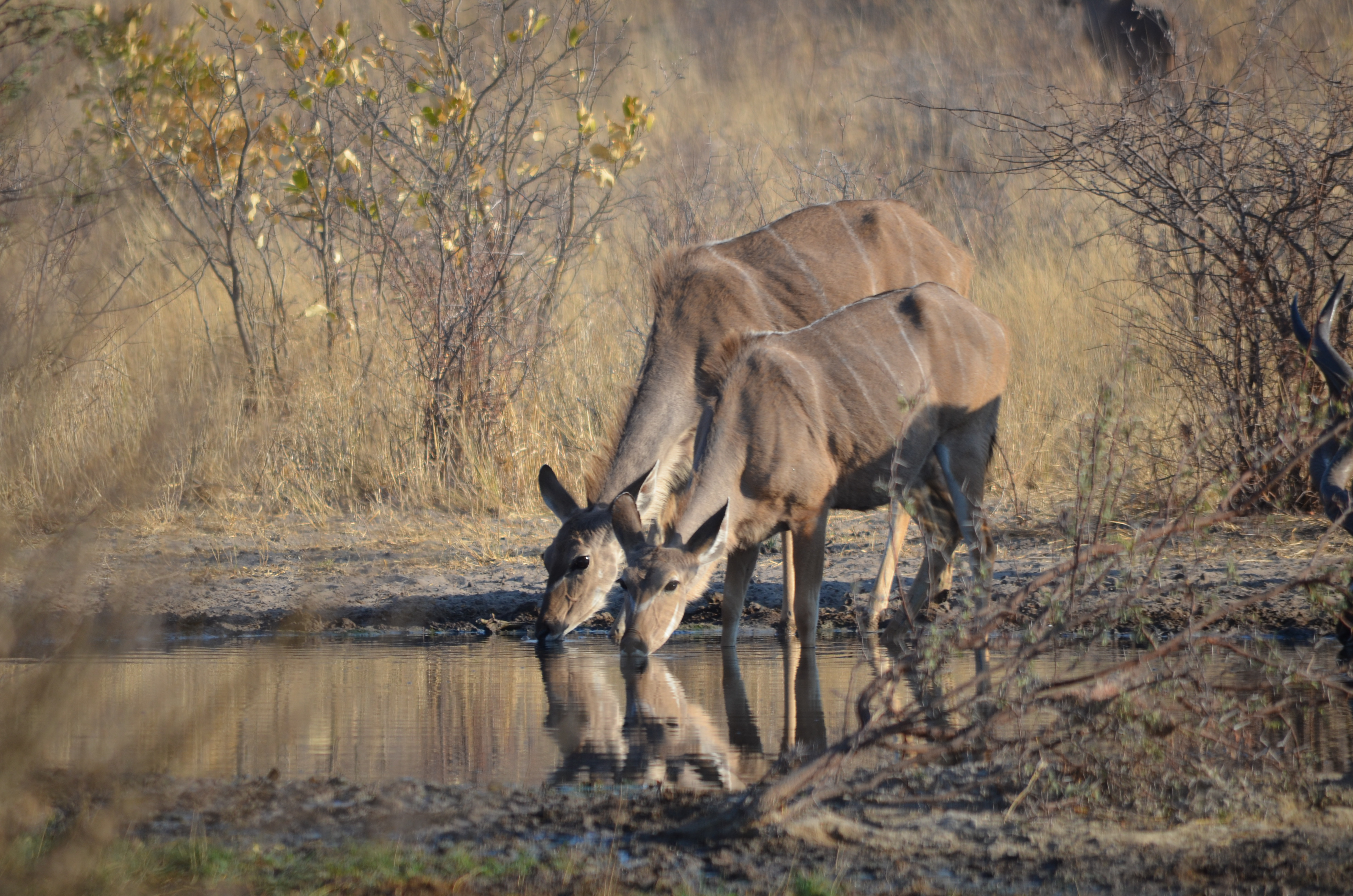
cudús bevent